# Johann Baptist Westermayr
Johann Baptist Westermayr (* 11. Februar 1884 in Prittlbach (heutige Gemeinde Hebertshausen); † 22. November 1950 in Freising) war ein deutscher römisch-katholischer Priester, Pädagoge und Hochschullehrer.

## Leben

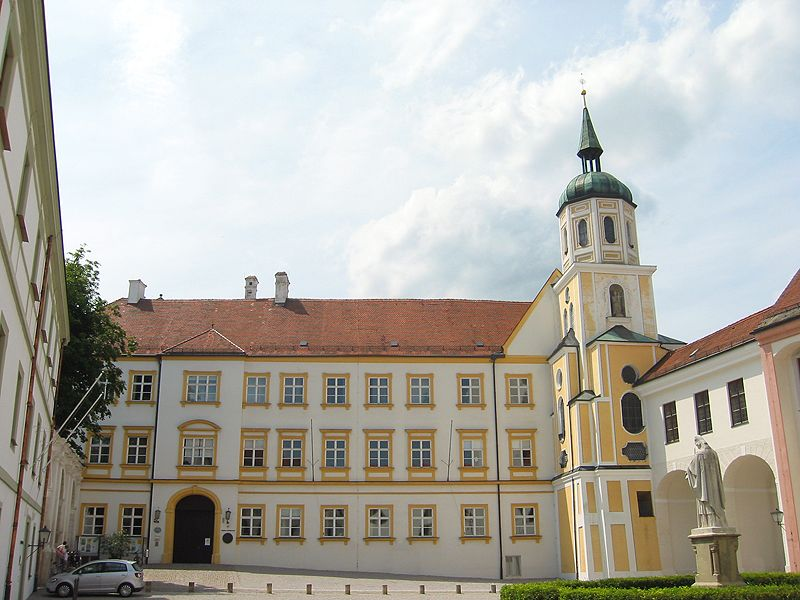
Ehem. Fürstbischöfliche Residenz, dann Klerikalseminar, heute Kardinal-Döpfner-Haus

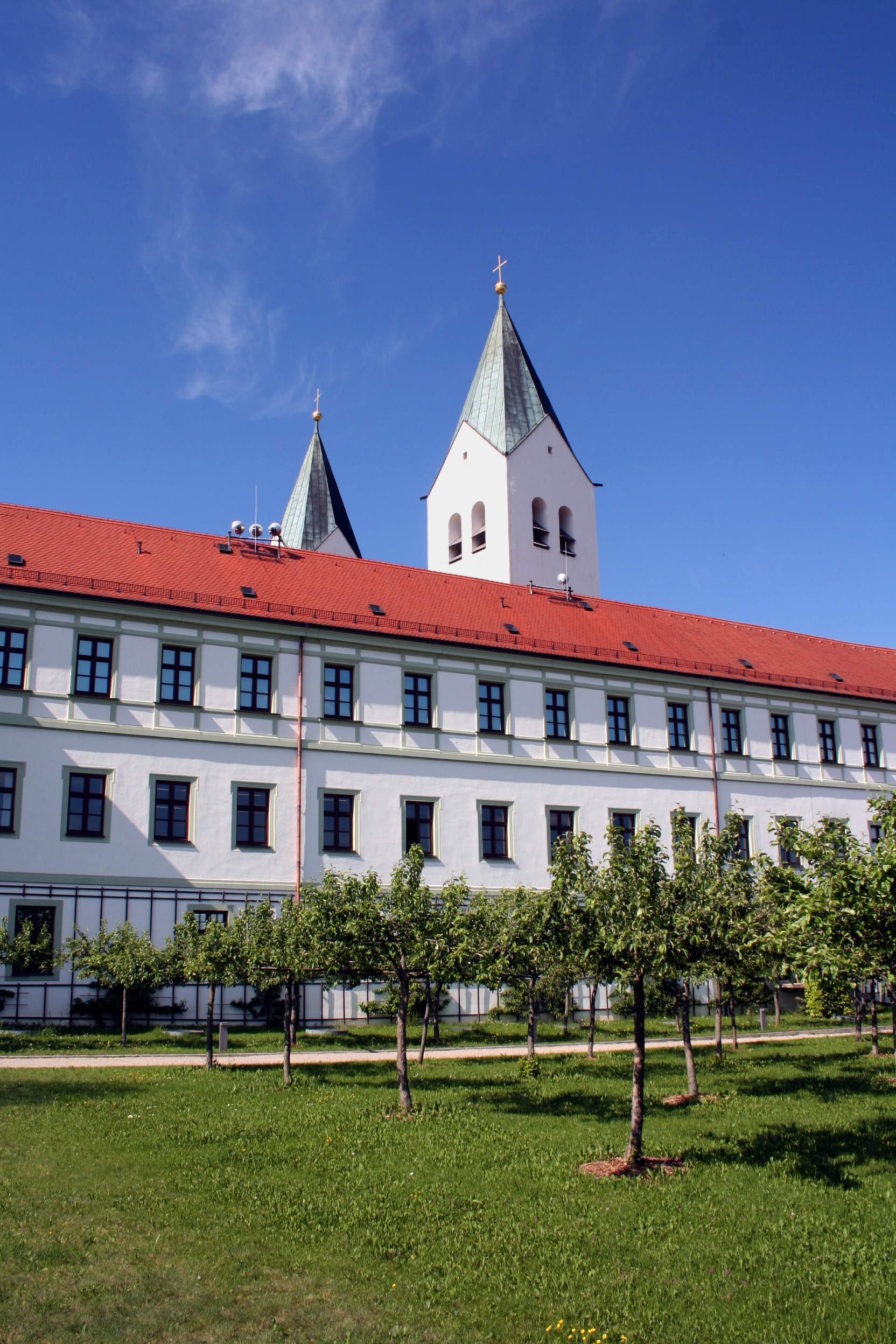
Gebäude des ehem. fürstbischöflichen Marstalls, dann der PTH Freising, heute Hauptgebäude der Dombibliothek, Ansicht von Süden

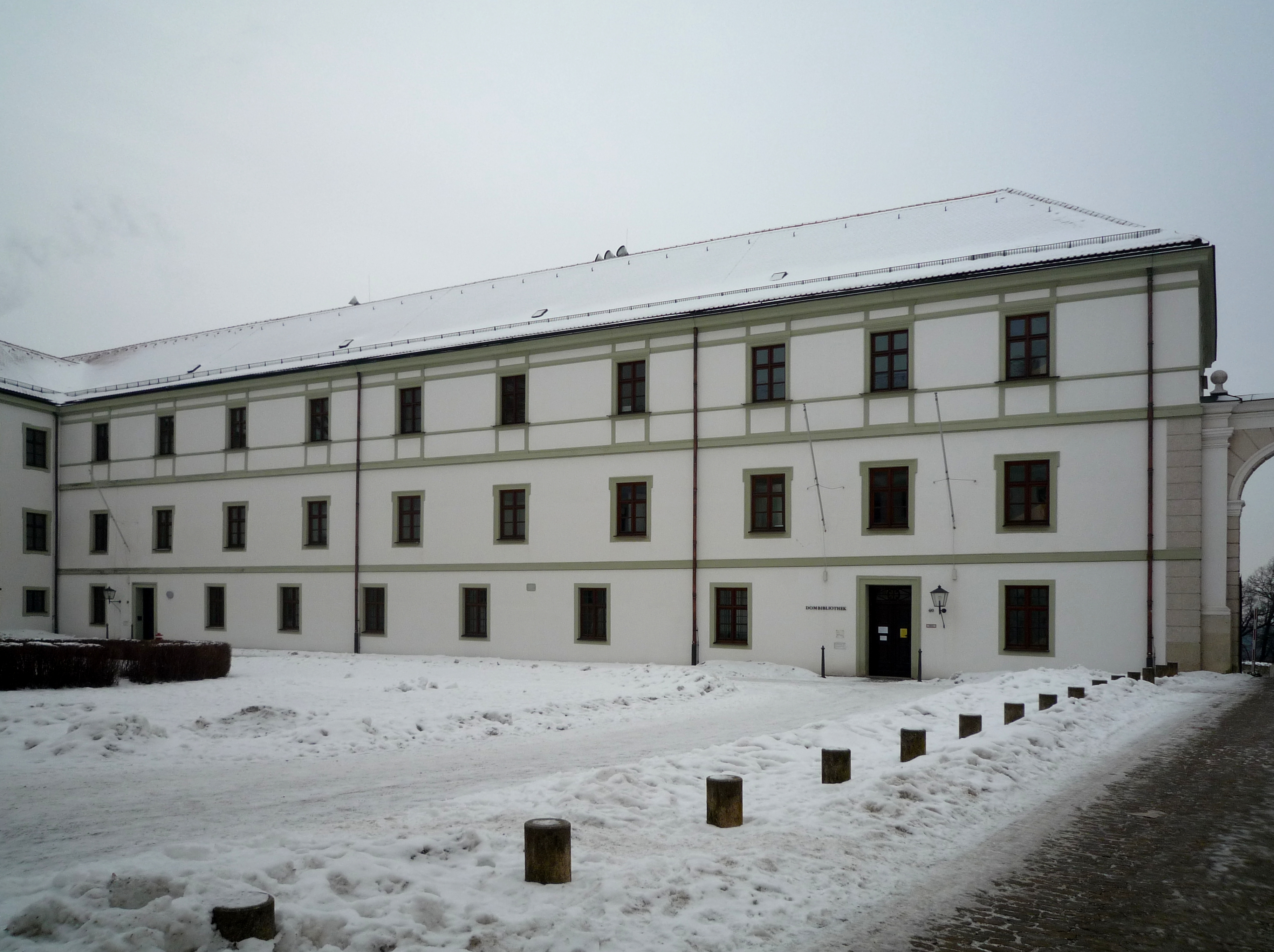
Marstall, in dem die PTH-Freising untergebracht war, heute Dombibliothek, Ansicht von Norden

Nach dem Studium der Theologie und Philosophie wurde Johann Baptist Westermayr 1908 von Erzbischof von Stein zum Priester geweiht. Anschließend arbeitete er als Koadjutor in Tegernsee, als Präfekt und von Heckenstaller’scher Stipendiat im Erzbischöflichen Klerikalseminar in Freising. Ab 1912 war er als Spiritual im Servitinnenkloster und Katechet in München tätig. Im Jahr 1919 promovierte Westermayr in Ludwig-Maximilians-Universität München in Pädagogik (Dr. Phil.). 1921 wurde er Herzoglich Albertinischer Benefiziumsverweser bei Sankt Stephan in München. Danach war er Vorstand der Herzogspitalkirche in München. Im selben Jahr wechselte er als Subregens an das Erzbischöfliche Klerikalseminar in Freising, ab 1932 übernahm er dort die Leitung als Regens.
Ab 1945 übernahm Westermayr als Vertretung die Aufgabe des Professors für Pädagogik an der Philosophisch-theologischen Hochschule Freising, ab 1946 dort die eines ordentlichen Professors für Pädagogik. Im Jahr 1950 war er Prorektor der PTH Freising. Außerdem war Synondalexaminator des Erzbistums München und Freising. Sein Nachlass befindet sich in der Bayerischen Staatsbibliothek.

## Ehrungen
- (1932) Päpstlicher Geheimkämmerer
- (1939) Erzbischöflicher Geistlicher Rat

## Schriften (in Auswahl)
- Untersuchungen über den Geschichtsunterricht mit besonderer Berücksichtigung der weiblichen Mittelschulen (= Jahrbuch des Vereins für christliche Erziehungswissenschaften, Band 11/12), Kösel, Kempten, München 1920 (zugleich Hochschulschrift München, Phil. Diss., 1919).
- Der katholische Religionsunterricht auf der Oberstufe der Volksschule. Methodische Einführung, Verlag J. Kösel & F. Pustet, München 1927.
- Der Fatalismus in psychologischer Deutung und seelsorgerlicher Wertung, Erzb. Ordinariat, München 1943.
- Joseph Göttler (Autor), Johann Baptist Westermayr (Neubearbeitung und Erweiterung): System der Pädagogik, 7. Auflage, Kösel, München, Kempten 1947.
- Wege zu Kind und Volk. Beiträge zur Psychologie der katholischen Religionspädagogik und Seelsorge, Gregorius-Verlag, Regensburg 1948.
- Warum wir einander so wenig verstehen. Ein Beitrag zur Psychologie des zwischenmenschlichen Verstehens (= Kleine Pilgerreihe, Heft 4), Pilger-Verlag, Speyer 1950.